# Cap de Crabèra
El Cap de Crabèra és una muntanya de 2.301 metres que es troba al municipi de Naut Aran, a la comarca de la Vall d'Aran. Forma part de la carena que separa la vall del riu Unhòla de la del barranc de Corilha.